# Lubu Cuo
Lubu Cuo (kinesiska: 芦布错) är en sjö i Kina. Den ligger i den autonoma regionen Tibet, i den sydvästra delen av landet, omkring 1 100 kilometer väster om regionhuvudstaden Lhasa. Lubu Cuo ligger 4 345 meter över havet. Arean är 10,4 kvadratkilometer. Trakten runt Lubu Cuo är ofruktbar med lite eller ingen växtlighet. Den sträcker sig 2,9 kilometer i nord-sydlig riktning, och 8,6 kilometer i öst-västlig riktning.
Genomsnittlig årsnederbörd är 138 millimeter. Den regnigaste månaden är augusti, med i genomsnitt 39 mm nederbörd, och den torraste är december, med 2 mm nederbörd.